# Nemertes assimilis
Nemertes assimilis är en djurart som tillhör fylumet slemmaskar, och som beskrevs av Örsted 1843. Nemertes assimilis ingår i släktet Nemertes, fylumet slemmaskar och riket djur. Inga underarter finns listade i Catalogue of Life.